# ぜったい猟域☆セックス・ロワイアル!! 〜無人島犯し合いバトル〜
『ぜったい猟域☆セックス・ロワイアル!! 〜無人島犯し合いバトル〜』は、2012年3月23日にsofthouse-seal GRANDEEより発売されたPC用18禁恋愛アドベンチャーゲームであり、は2010年2月26日に発売された『中出し鬼 -無人島で犯しあい-』のリメイク版にあたる。
本項ではリメイク元についても解説する。

## 概要
『犯し合い』をテーマに、孤島で少女たちがセックス対決を繰り広げるさまをコミカルに描いたアドベンチャーゲーム。
ゲームのかなめとなる「セックスロワイアル」は、コマンド選択式の戦闘となっており、オーガズムに達したほうの負けとなる。
戦闘中には、プレイヤーの持つ携帯端末に指令が送られ、指令に記された条件をクリアしないと、相手を負かしても戦闘は無効扱いとなる。

## ストーリー
女尊男卑が進み、現実の女たちに見下された男たちが二次元の美少女達におぼれるようになった現代。
政府は質実剛健な“真の漢”を育成するためとして、「セックス・ロワイアル法」という法律を制定する。
その法律は、無作為に選んだ男女を孤島・漢極島へ送り込み、セックスで勝負させるというものだった。
このゲームに選ばれてしまった少年・渡貫 悠馬は同じく連れてこられた少女たちとのセックス対決に挑む羽目になった。

## 登場人物

### 主人公
渡貫 悠馬 (わたぬき ゆうま)
身長 - 175cm / 体重 - 65kg
本作の主人公。
サディストの母親と、マゾヒストの父親の背中を見て育ってきた。単純な性格だが、他の男たちのように二次元に逃避することなく、相手が強いほど負けずにいられなくなる。

### メインヒロイン
此花 沙織 (このはな さおり)
声 - 佐倉もも花
悠馬の同級生。 才色兼備で心優しい性格であることから天使だと評されているが、本人は自分に自信がなく、地味な存在だと思っている。
獅堂 涼香 (しどう すずか)
声 - 鈴谷まや
悠馬の先輩。入学式で一目ぼれし、食べちゃいたいぐらいと宣言して以来、彼に噛みついたりするなど過激な愛情表現をしてくる。
涼香の子どもっぽさゆえ、悠馬 からは避けられているが、涼香本人は照れ隠しだと誤解されている。
如月 舞 (きさらぎ まい)
声 - 青空ラムネ
愛莉の同級生。戦国時代から此花家に仕えていた忍者の子孫であり、姫である沙織を陰から守っている。
幼少時から戦闘技術を叩き込まれているだけあり戦闘能力は高い。その一方、異性に対する敵愾心が高く、沙織と話す機会のある悠馬の始末と沙織に対する気持ちとのはざまで揺れ動いている。
相原 愛莉 (あいはら あいり)
声 - 春河あかり
悠馬の異父妹。父親から「いい子にしてたらいつか兄に会える」と言われて育ってきたため素直な人物に育った。
百園 シャルロッテ (ももぞの しゃるろって)
声 - 奥山歩
悠馬の同級生である、ドイツ人とのハーフ。 両親が性具の開発に携わっており、本人も性具の研究・開発を積極的に行い、芸術品として崇めるが、周囲から理解されずにいる。
悠馬の男根を名器とみなして惚れ込み、バイブの型を取ろうとして彼を追い回している。
氷室 梗子 (ひむろ きょうこ)
声 - ももぞの薫
涼香の友人にして、ストッパー的存在。実家は剣道道場。
鳴海 蛍 (なるみ ほたる)
声 - このえゆずこ
悠馬の同級生。無口だが、かなりのオタク。愛莉と同じく図書委員会に所属しており、趣味が共通している。
美村 菫 (みむら すみれ)
声 - 飯野汐里
セックス・ロワイヤルの担当教官。気弱だが、かなりの強運の持ち主。

### サブキャラクター
セバスチャン(せばすちゃん)
シャルロッテの護衛兼世話係を務めるこけし型ロボット。シャルロッテを絶対神と崇めるほど忠誠を誓っており、彼女に危害を加える者には容赦しない。

## 開発
本作の企画とプロットならびにメイン原画は2-Gが担当した。
くノ一・舞と教官の菫は、本作が原画家デビューとなるあにぃが担当した。
当時の様子について、あにぃは「　初原画なうえにメイン原画のひとりということで、かなりプレッシャーを感じていましたね。[中略]実力と人気を兼ね備えた方の絵を間近で見てきたので、同じ舞台に立つのが大変で……無我夢中だったと思います。」とTGSmartとのインタビューの中で振り返っている。

### キャラクターデザイン
一部のメインヒロインのデザインの経緯はGame-Styleでのインタビューで明らかにされている。
ディレクターの産蝶が理想とする「シンプルながらも特徴のあるデザイン」にするため、ー一人につき最低一つは特徴的なパーツを入れるよう、キャラクターデザインが行われた。
沙織は「天使」というコンセプトのもとデザインが行われ、跳ね毛のある白い髪という髪形になった。それに合わせ、沙織の制服も白を基調としたデザインになり、襟の部分は羽のような形状になった。涼香はおっぱいに特徴を持たせるため、頭の両側をお団子にするというデザインになった。
また、シャルロッテは、幼さと博士らしさを持たせるために「アリスカラーの改造白衣を着た少女」としてデザインされた。

## スタッフ
- キャラクターデザイン・原画 - 2-G[1]、あにぃ[1]、show[1]
- SD原画 - 2-G
- シナリオ - 水無月セツオ、上遠乃きつぐ
- ディレクター - 産蝶
- CGチーフ -
- ムービー制作 -
- 音楽 -

## 主題歌
オープニングテーマ『ぜったい×ロワイアル ～命短しバトれよ乙女!!～』
作詞 - 山下慎一狼 / 作曲 - Team-OZ / 編曲 - adany / 歌 - 藤原鞠菜
エンディングテーマ『Get the Victory!!』
作詞 - [[]] / 作曲・編曲 - [[]] / 歌 - doubleeleven UpperCut

## 『中出し鬼 -無人島で犯しあい-』
『中出し鬼 -無人島で犯しあい-』とは、2010年2月26日に発売されたアダルトゲームで、『ぜったい猟域☆セックス・ロワイアル!! 〜無人島犯し合いバトル〜』の基となった作品である。

### あらすじ
主人公とその幼なじみたちは学園の卒業試験として「中出し鬼」に参加するよう命じられた。
その内容は、「男性一人を鬼とし、鬼につかまった女性は問答無用で中出しされなくてはならない」というものだった。
かくして、無人島を舞台とした「中出し鬼」は始まった。

### システム
本作は「鬼（オーガ）システム」というものが搭載されており、スタート地点からカードを一枚ずつめくりながらゲームを進めていくというものである。
カードはめくった地点の上下左右にしか進むことができない。プレイヤーにはライフが設定されており、ライフが0になると、次の日に移行する。
カードの内容はフィールドの他にも、ヒロインの仕掛けた罠やイベントが存在し、以下の通りに分けられる。
- START:スタート地点
- ROAD:道。イベント発生なし。
- H CARD:イベント発生。主人公がヒロインを犯すイベントもあれば、逆に主人公がヒロインに犯されるイベントもある。前者の場合はライフが2つ増加されるが、後者の場合はライフが2つ減る。
- TRAP：ヒロインによる罠。オムライスの絵柄はよつばの罠で、料理に混入した危険物によりライフが1つ減るが、まれに1つ増えることもある。足の絵柄は麻耶の罠で、強烈な蹴りを入れられてライフが1つ減る。タライの絵柄は知香の罠で、落ちてきたタライによりライフが1つ減る。

### 登場人物
葵
本作の主人公である少年。
鷹司よつば
声：春河あかり
主人公たち4人組の中のまとめ役で、明るく優しい人物。幼なじみらに危害を加えられると形相が変わり、相手を再起不能になるまで叩きのめす。
近衛麻耶
声：このえゆずこ
4人組のリーダー格で、4人だけの時は子どものような態度を見せる。
負けず嫌いな性格で、何事にも努力を重ねた結果、才色兼備となって学園での人気を確保した経緯を持つ。
一方で、「家事は誰かに奉仕するもの」と言う考えから家事を全く行わおうとせず、実際家事の腕も壊滅的である。また、性行為に関しては、自分が優位の時はサディスティックな態度をとるものの、自分が不利に立たされると弱気になる。
二条知香
声：澄川桃子
4人組の中では最も小柄な人物。小柄な体格故妹扱いされることをよく思っていない。悪戯好きな性格でよくわなを仕掛ける。特に、葵にかまってほしいと思うあまり、毎日のように罠をしかけてくる。
元々素直になれない性格の為、性行為の際も相手を罵倒するが、最終的には欲求に対して素直な態度をとってしまい、事後に後悔の態度を見せる。